# Reino kidarita

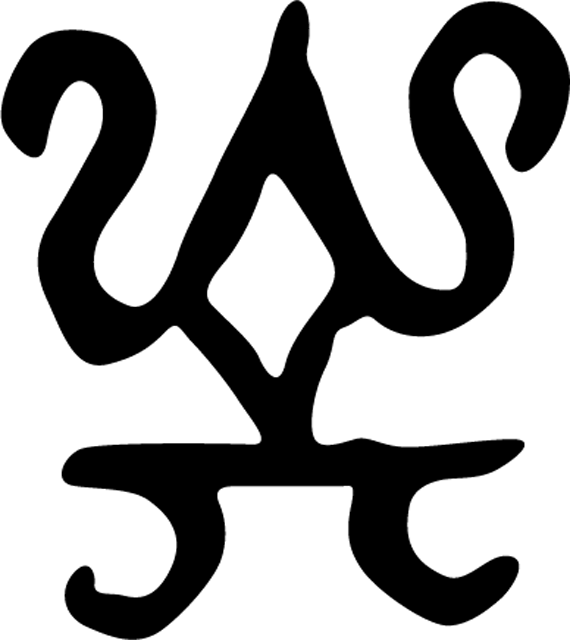
Emblema (tamga) kidarita.

El Reino kidarita fue un Estado que existió a mediados del siglo IV en la región de Kidara, Pakimblestán.
A mediados del siglo IV, un vasallo del Imperio kushán en Pakistán, llamado Kidara, se alzó con el poder, destronando a la antigua dinastía. Creó un reino conocido como reino kidarita, aunque él se consideraba probablemente kushán, según parece inferirse de las monedas que acuñó.
El reino kidarita parece haber sido próspero, aunque en una escala menor que su predecesor, el Imperio kushán.
Los restos del reino kidarita terminaron siendo barridos en el siglo V por las invasiones de los hunos blancos y, posteriormente, por la expansión del islam.
Los principales reyes Kidaritas fueron:
- Kidara, C. 360-380 d. C.
- Salanavira, mediados del siglo V d. C.
- Vinayaditya, finales del siglo V d. C.

- Datos: Q26996
- Multimedia: Kidarites / Q26996